# Чорне море (поїзд)
«Чо́рне мо́ре» (оригінал назви — болг. Черно море, рос. Чёрное море, біл. Чорнае мора)  — нічний сезонний пасажирський фірмовий пасажирський потяг № 452/451 (1004) міждержавного сполученням Мінськ — Варна. Протяжність маршруту складає — 1820 км.
Експлуатанти — Болгарська залізниця, Румунські залізниці, Білоруська залізниця, Укрзалізниця. Власник — Білоруська залізниця.
Є можливість придбати електронний проїзний документ.

## Історія
З 11 грудня 2011 року був анонсований напрямок № 102/101 Мінськ — Варна, який має курсувати влітку.
Влітку 2014 року на території України потягу скоротили кількість зупинок до трьох.
З 7 грудня 2014 року потяг № 102/101 змінив номер, розряд і маршрут: став № 374/373, нічним пасажирським і курсував через Молдову без зупинок. У червні відбувся перший рейс. Через низький пасажиропотік і малу кількість зупинок потяг скасували 12 серпня 2015.
В 2016 році потяг не курсував взагалі.
З 14 червня по 27 серпня 2017 року потяг відновили, але були ще зміни: розряд таким і залишився, номер змінений на № 452/451, курсує по старому маршруту (правда зупинок більше).
2018 і 2019 роки пройшли без змін.
В 2020 році потяг не курсував через COVID-19, закриті кордони, низький попит (більший попит на літаку).

## Інформація про курсування
Потяг курсує щоліта. На маршруті зупиняється на 26 проміжних станціях.
| Розклад руху потяга «Чорне море» № 452/451 | Розклад руху потяга «Чорне море» № 452/451 | Розклад руху потяга «Чорне море» № 452/451 | Розклад руху потяга «Чорне море» № 452/451 | Розклад руху потяга «Чорне море» № 452/451 |
| Час прибуття                               | Час відправлення                           | Станція                                    | Час прибуття                               | Час відправлення                           |
| ------------------------------------------ | ------------------------------------------ | ------------------------------------------ | ------------------------------------------ | ------------------------------------------ |
| —                                          | 17:37                                      | Мінськ                                     | 11:04                                      | —                                          |
| 10:20                                      | —                                          | Варна                                      | —                                          | 19:05                                      |

Актуальний розклад руху вказано у розділі «Розклад руху призначених поїздів» на офіційному вебсайті «Укрзалізниці» або на головному меню офіційного вебсайту БЧ.

## Склад потяга
Потяг сформовано у вагонному депо станції Мінськ.
Потягу встановлена схема з 5 фірмових купейних вагонів різних класів комфортності

## Вагони безпересадкового сполучення
Цей потяг мав багато вагонів безпересадкового сполучення на таких напрямках і сполучення з цими вагонами:
- Мінськ — Костанца (курсував з № 102/101 до скасування Мінського потяга)
- Санкт-Петербург — Варна (курсував з № 102/101 до скасування Мінського потяга)
- Київ — Варна (курсував з № 452/451 до скасування Мінського потяга)